# بيتر سيمبسون (لاعب كرة قدم بريطاني)
بيتر سيمبسون (بالإنجليزية: Peter Simpson)‏ (21 سبتمبر 1940 بسندرلاند في المملكة المتحدة - ) هو لاعب كرة قدم بريطاني في مركز مهاجم داخلي. لعب مع نادي بوري ونادي بيرنلي.

## وصلات خارجية
- بيتر سيمبسون على موقع قاعدة بيانات كرة القدم.إي يو (الإنجليزية)